# René Román
René Román Hinojo, meglio noto come René (El Bosque, 15 dicembre 1983), è un ex calciatore spagnolo, di ruolo portiere.